# Paul Langerhans

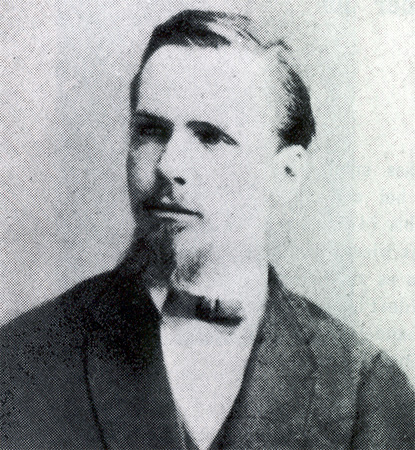
Paul Langerhans

Paul Langerhans (n. 25 iulie 1847, Berlin – 20 iulie 1888, Funchal) a fost un patolog, fiziolog și biolog german. Este cunoscut pentru descoperirea insulelor lui Langerhans, formațiuni anatomice din pancreas.